# Loening M-8
El Loening M-8 fue un monoplano de caza estadounidense de los años 10 del siglo XX, diseñado por Grover Loening y construido por su compañía Loening Aeronautical Engineering. Una orden de 5000 unidades del Cuerpo Aéreo del Ejército de los Estados Unidos fue cancelada cuando finalizó la Primera Guerra Mundial.

## Desarrollo
El primer diseño de Grover Loening tras formar su compañía fue un caza monoplano de alas arriostradas y biplaza, el M-8. Tenía un tren de aterrizaje fijo de patín de cola y estaba equipado con un motor Hispano-Suiza montado en el morro. Los soportes de arriostrado del ala alta estaban carenados con perfil sustentador. El radiador estaba instalado en un túnel bajo el motor. El piloto y el artillero, que operaba dos ametralladoras Lewis, tenían cabinas abiertas en tándem. Ambos disponían de una excelente visibilidad superior, y el piloto disponía, además, de ventanas laterales para ver hacia abajo.

## Historia operacional
El primer avión voló en 1918 y tras unas pruebas, el Cuerpo Aéreo del Ejército de los Estados Unidos ordenó que se fabricaran 5000 aviones. Sólo fueron entregados dos aviones al Ejército y uno a la Armada de los Estados Unidos, con la designación M-8-0. Al final de la guerra, la orden fue cancelada. La Armada ordenó 46 aviones en dos variantes para usarlos como aviones de observación (M-8-0 y M-8-1). La Armada también ordenó seis M-8-1S, versión hidroavión de dos flotadores. Una versión monoplaza fue desarrollada para el Ejército como Loening PW-2.

## Variantes
M-8
Variante de producción para el Cuerpo Aéreo del Ejército de los Estados Unidos, 2 prototipos construidos, 5000 unidades de producción canceladas.
M-8-0
Versión del M-8 para evaluación por la Armada de los Estados Unidos, 1 prototipo construido.
M-8-0 (aka M-80)
Versión de producción para la Armada de los Estados Unidos, 10 construidos.
M-8-1 (aka M-81)
Segunda variante de producción para la Armada de los Estados Unidos, 36 construidos por la Naval Aircraft Factory.
M-8-1S (aka M-81S)
Variante hidroavión para la Armada de los Estados Unidos, 6 construidos.
LS-1 (por Loening Seaplane)
Variante del M-8-1S, con flotadores Richardson, 1 construido.
M-1
Redesignación de los M-8.

## Operadores
Estados Unidos
- Armada de los Estados Unidos
- Cuerpo Aéreo del Ejército de los Estados Unidos

## Especificaciones (M-8-0)
Referencia datos: United States Navy Aircraft since 1911

### Características generales
- Tripulación: Dos (piloto y artillero)
- Longitud: 7,3 m (24 ft)
- Envergadura: 10 m (32,7 ft)
- Altura: 2 m (6,6 ft)
- Superficie alar: 21,3 m² (229,3 ft²)
- Peso vacío: 738 kg (1626,6 lb)
- Peso cargado: 940 kg (2071,8 lb)
- Planta motriz: 1× motor lineal V-8 refrigerado por líquido Hispano-Suiza.
  - Potencia: 224 kW (309 HP; 305 CV)

### Rendimiento
- Velocidad máxima operativa (Vno): 233 km/h (145 MPH; 126 kt)
- Alcance: 5h 30'
- Techo de vuelo: 6700 m (21 982 ft)

### Armamento
- Ametralladoras: 

  - 2x Lewis de 7,62 mm en montaje flexible en puesto del artillero

## Aeronaves relacionadas

### Desarrollos relacionados
- Loening PW-2

### Aeronaves similares
- Junkers CL.I